# SECRET FACE
『SECRET FACE』（シークレット・フェイス）はスターダストレビュー2枚目のライブ・アルバム。1992年11月28日に発売された。

## 解説
『FACE TO FACE』に続く2か月連続でリリースされたライブ・アルバム。
2002年再発盤より「New Day Begin -愛は風にのって-」がボーナス・トラックとして収録される。

## 収録曲
特記以外の作詞・作曲はリンク先を参照のこと。
1. 銀座ネオン・パラダイス
2. 天使の誘惑
  - ライヴハウス時代のレパートリーの一つ。
3. 若い二人は恋人同志(Original Version)
  - 初CD化。
4. Faraway
  - 初CD化。
5. 恋はTight Rope
  - 作詞・作曲：三谷泰弘
  - 1984年頃に作られるも、レコーディングされることなく残っていた楽曲。
6. Back Street
  - 初CD化。
7. After-Glow
8. ケンとメリー～愛と風のように～
  - ライヴハウス時代のレパートリーの一つ。
9. 想い出は上海
  - 作詞・作曲・リードヴォーカル：柿沼清史
10. 若い二人は恋人同志 (Live Version)
  - 作詞・作曲：根本要
  - 「FACE TO FACE」ツアーバージョン。
11. 恋はバレーボール
  - 作詞・作曲：根本要
12. New Day Begin -愛は風にのって-（BONUS TRACK）

## 参加ミュージシャン
恋はTight Rope
- Alto Sax：山本公樹

After-Glow
- Tenor Sax：山本公樹

若い二人は恋人同志 (Live Version)
- Mute Trumpet：水江“ヨーカン”洋一郎